# Тенекаевский сельсовет
Тенека́евский сельсове́т — муниципальное образование Пильнинского района Нижегородской области. Имеет статус сельского поселения. Административный центр — село Тенекаево.

## История
Статус и границы сельского поселения установлены Законом Нижегородской области от 15 июня 2004 года № 60-З «О наделении муниципальных образований - городов, рабочих посёлков и сельсоветов Нижегородской области статусом городского, сельского поселения».
В 2009 году к Тенекаевскому сельсовету был присоединён Ждановский сельсовет.

## Население
| 2002  | 2010  | 2012  | 2013  | 2014  | 2015  | 2016  |
| ----- | ----- | ----- | ----- | ----- | ----- | ----- |
| 2198  | ↘1623 | ↘1572 | ↘1500 | ↘1449 | ↘1406 | ↘1367 |
| 2017  | 2018  | 2019  | 2020  | 2021  |       |       |
| ↘1315 | ↘1281 | ↘1243 | ↘1239 | ↘1232 |       |       |

## Состав сельского поселения
В состав Тенекаевского сельсовета входят 9 населённых пунктов:
| № | Населённый пункт | Тип населённого пункта       | Население |
| - | ---------------- | ---------------------------- | --------- |
| 1 | Архангеловка     | деревня                      | ↗21       |
| 2 | Балеевка         | село                         | ↘90       |
| 3 | Борнуково        | деревня                      | ↗8        |
| 4 | Жданово          | село                         | ↘250      |
| 5 | Кислёнка         | село                         | ↘184      |
| 6 | Княжиха          | село                         | ↘350      |
| 7 | Мамешево         | село                         | ↘206      |
| 8 | Тенекаево        | село, административный центр | ↘335      |
| 9 | Юморга           | село                         | ↘179      |